# Taça Juiz de Fora
Foi um torneio amistoso realizado entre Tupi, Cruzeiro, América RJ e Americano na cidade de Juiz de Fora em 1985.
O Cruzeiro conquistou o VI Taça Juiz de Fora todas as partidas foram disputadas no Estádio Dr. José Procópio Teixeira.

## Equipes participantes
| Clubes Participantes                |
| ----------------------------------- |
| 1ª Colocado Cruzeiro Esporte Clube  |
| 2º Colocado Esporte Clube Mamoré    |
| 3º Colocado América Football Club   |
| 4º Colocado Americano Futebol Clube |

## Súmulas

### Semifinais
- CRUZEIRO 1 x 1 AMÉRICA - RJ (pênaltis, Cruzeiro 4×2), quinta-feira, 30 maio 1985, Estádio Dr. José Procópio Teixeira.

Público: 9.050. 
Renda: R$28.192.000,00. 
Juiz: Alvimar Gaspar dos Reis (MG). , 
Gols: Kell, 1, Beni, contra, 86.
Cruzeiro : Luiz Antônio, Carlos Alberto, Geraldão, Aílton e Luiz Cosme; Douglas, Givaldo e Tostão II, Vagner (Joãozinho, Carlos Alberto Seixas e Edu Lima. Tec: João Francisco 
América: Carlos Alberto, Polaco, Denílson, Beni e Paulo César; César, Zó e Renato; Maurício, Luizinho Lemos e Kell (Zedílson). Tec: Jair Pereira.
Pênaltis do Cruzeiro: Carlos Alberto Seixas, Tostão II, Givaldo, Geraldão marcaram e Luiz Cosme errou. 
Pênaltis do América: Luizinho e Polaco marcaram, César e Denílson erraram. 
- TUPI 2 x 2 AMERICANO (pênaltis, Tupi 4×3) Quinta-feira, 30 maio 1985,  Estádio Procópio Teixeira.

### Terceiro Lugar
- AMÉRICA - RJ 1 x 0 AMERICANO, domingo, 02 junho 1985, Estádio Teixeira, decisão do 3º lugar da VI Taça Juiz de Fora.

### Final
- CRUZEIRO 0 x 0 TUPI (pênaltis, Cruzeiro 5×3), 02 junho 1985, Estádio Procópio Teixeira, decisão da VI Taça Juiz de Fora.

Público: 10.950. 
Renda: R$34.117.000,00. 
Juiz: Maurílio José Santiago (MG). 
Expulsões: Tostão II, Eugênio (C), Ricardo Strade (T).
Cruzeiro: Ademir Maria, Carlos Alberto, Eugênio, Aílton e Luiz Cosme; Douglas, Givaldo e Tostão II, Vagner (Evaristo) (Eduardo), Carlos Alberto Seixas e Edu Lima. Tec: João Francisco
Tupi: Amauri, Ademir, Isidoro, Ricardo Strade e Valdir; Índio, Manoel (Teófilo) e Geraldo; Paulo Roberto, Luiz Cláudio e Ronaldo (Brito). Tec: Luiz Alberto.
Pênaltis do Cruzeiro: Carlos Alberto Seixas, Givaldo, Edu Lima, Luiz Cosme, Carlos Alberto marcaram. 
Pênaltis do Tupi: Ademir cobrou e Ademir Maria defendeu. 

## Campeão
| Taça Juiz de Fora            |
| ---------------------------- |
| CRUZEIRO Campeão (1º título) |